# Оро (Естонія)
Оро (ест. Oro) — село в Естонії, входить до складу волості Орава, повіту Пилвамаа.